# Ghizela

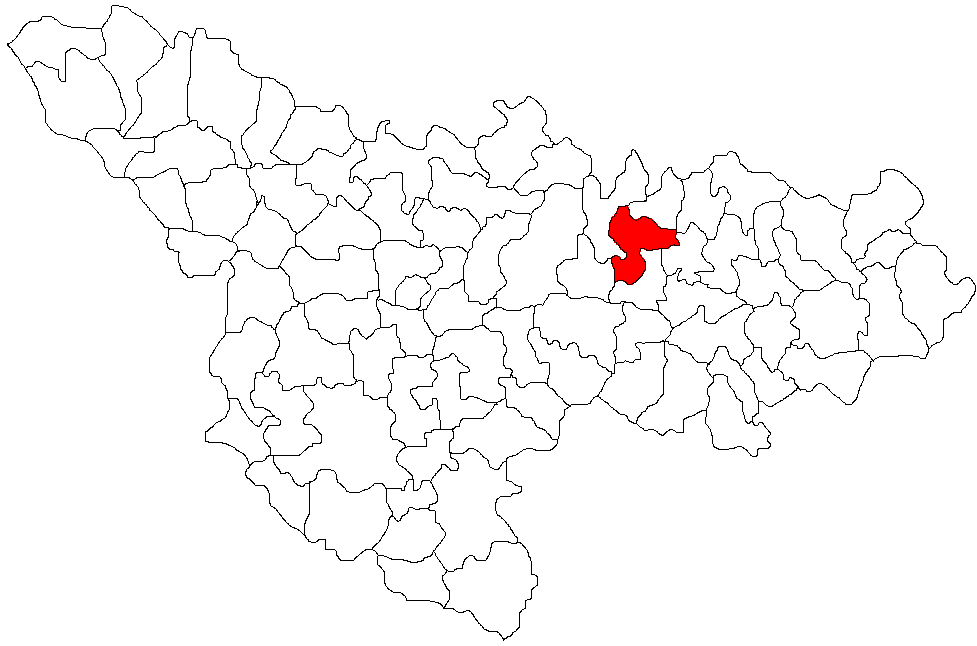
Lage der Gemeinde Ghizela im Kreis Timiș

Ghizela (deutsch Giseladorf, ungarisch Gizellafalva) ist eine Gemeinde mit etwa 1200 Einwohnern im Kreis Timiș, in der Region Banat, im Südwesten Rumäniens.

## Geographie
Ghizela liegt östlich von Timișoara in Richtung Lugoj auf der Höhe von Kisseto. Nachbarorte sind Șanovița im Südwesten, Hisiaș im Nordwesten sowie Paniova und Babșa im Osten. Am Rande von Ghizela befindet sich ein großes Waldgebiet, das sich bis auf die Lippaer Höhen ausdehnt.

## Nachbarorte
| Brestovăț       | Șiștarovăț                                  | Secaș  |
| Recaș           | Kompassrose, die auf Nachbargemeinden zeigt | Balinț |
| Topolovățu Mare | Chizătău                                    | Țipari |

## Geschichte
Der Ort wurde als sekundäre Binnenansiedlung mit den Einwohnern Giselahains/Giselaheims und Gruppen von Familien aus mehreren Orten des Banats wie Hatzfeld, Sackelhausen, Jahrmarkt und Mercydorf im März/April 1882 gegründet.
Am 4. Juni 1920 wurde das Banat infolge des Vertrags von Trianon dreigeteilt. Der größte, östliche Teil, zu dem auch Giseladorf gehörte, fiel an Rumänien.
Infolge des Waffen-SS Abkommens vom 12. Mai 1943 zwischen der Antonescu-Regierung und Hitler-Deutschland wurden alle deutschstämmigen wehrpflichtigen Männer in die deutsche Armee eingezogen. Noch vor Kriegsende, im Januar 1945, fand die Deportation aller volksdeutschen Frauen zwischen 18 und 30 Jahren und Männer im Alter von 16 bis 45 Jahren zur Aufbauarbeit in die Sowjetunion verschleppt statt. Das Bodenreformgesetz vom 23. März 1945, das die Enteignung der deutschen Bauern in Rumänien vorsah, entzog der ländlichen Bevölkerung die Lebensgrundlage. Durch das Nationalisierungsgesetz vom 11. Juni 1948, das die Verstaatlichung aller Industrie- und Handelsbetriebe, Banken und Versicherungen vorsah, fand die Enteignung aller Wirtschaftsbetriebe unabhängig von der ethnischen Zugehörigkeit statt.

## Veranstaltungen
Am 6. Oktober 2007 fand in Augsburg das 14. Heimattreffen und zur Mitgliederversammlung des Vereins „Heimatortsgemeinschaft (HOG) Giseladorf/Panjowa e. V.“ statt anlässlich
- des 125-jährigen Jubiläums des Bestehens von Giseladorf,
- der 25-jährigen Jubiläums der Gründung der HOG,
- des 100-jährigen Jubiläums des Baus (Grundsteinlegung) der Kirche Giseladorfs.